# Tim Armstrong
Timothy Lockwood Armstrong (Berkeley, California; 25 de noviembre de 1965) es un músico, compositor y productor discográfico estadounidense, más conocido en el ámbito del género punk rock por bandas como Rancid, Operation Ivy, Dance Hall Crashers y The Transplants. También es el propietario y operador de la discográfica Hellcat Records.

## Vida personal
Tim nació en Berkeley, California, siendo el más joven de tres hermanos, y fue criado por su madre. A los cinco años de edad conoció a Matt Freeman mientras jugaban al baseball en Albany. Años más tarde, Freeman y Armstrong formarían una banda basada en su interés por bandas como The Clash y Ramones. Ambos asistieron a la escuela media y secundaria de Albany. En 1997 Armstrong se casó con la también cantante Brody Dalle, antigua líder de The Distillers, cuando ella tenía solo 18 años de edad, y se divorciaron en 2003. Muchas de las letras del álbum Indestructible tratan sobre sus sentimientos tras el divorcio. Estuvo viviendo en Andalucía (España) durante 6 meses en 2007, periodo en el que compuso varios temas que ha publicado en 2012 y 2013 en su proyecto paralelo Tim Timebomb and Friends.

## Carrera musical

### Basic Radio, Operation Ivy y Downfall
Basic Radio fue fundada en 1985 y estaba formada por Matt Freeman y Tim Armstrong. La banda no editó ningún álbum ni EP, pero grabó demos, y poco después de su separación, se formó Operation Ivy, donde Armstrong sería apodado "Lint". En 1987, junto al cantante Jesse Michaels y el baterista Dave Mello, Armstrong y Freeman formaron la banda ska punk Operation Ivy con la que tuvieron un modesto éxito antes de disolverse en 1989, la misma noche en que fue lanzado el álbum. En los años siguientes a la separación, Operation Ivy se volvería un fenómeno de culto.
Después de Operation Ivy se formaría Downfall. Armstrong, Freeman y Mello se unieron al hermano de Mello, Pat, y Jason Hammon. Pat y Jason se encargaron de las guitarras, mientras que Armstrong se encargaría de la voz. La banda duró tres meses (diciembre de 1989 a marzo de 1990), durante los cuales tocaron en un par de fiestas y dos veces en Gilman Street. Editaron una canción en el compilado They Don't Get Paid, They Don't Get Laid, but Boy, Do They Work Hard! de Maximumrocknroll, dos canciones en los compilados de Very Small World y Lookout! Records, y grabaron un demo. La banda se disolvió cuando Freeman se unió a la banda MDC para tocar el bajo, mientras que Armstrong trabajó como roadie para la misma banda.

### Rancid
Tras la separación de Operation Ivy, Armstrong (severamente deprimido) comenzó a sufrir de alcoholismo, y con el tiempo perdió su casa. Durante esta época, Freeman sugirió empezar una nueva banda juntos, en parte para contener la adicción al alcohol de Armstrong. Armstrong comenzó a escribir las canciones que luego aparecerían en el primer álbum. Su nueva banda, Rancid, se transformaría en una de las bandas más elogiadas y comercialmente más exitosas del punk rock de todos los tiempos.

## Otros proyectos
Armstrong coescribió ocho canciones junto a Pink para su álbum de 2003, Try This. También colaboró con Gwen Stefani en su álbum debut, Love. Angel. Music. Baby., y ha contribuido con su voz en canciones de bandas como Bad Religion, Time Again, The Matches, Mest, Good Charlotte, Lars Frederiksen and the Bastards, Head Automatica, The Aggrolites y Box Car Racer. Él y Matt Freeman además tocan en una banda psychobilly llamada Devils Brigade. En 2007, Armstrong lanzó su primer álbum solista titulado A Poet's Life, con The Aggrolites como banda de acompañamiento. En 2011 se anunció que Armstrong estaba trabajando en un álbum con el artista de reggae Jimmy Cliff; ese mismo año lanzaron el primer sencillo, la versión "The Guns of Brixton" de The Clash.
Armstrong fundó sello discográfico Hellcat Records en 1997 como un subsello de Epitaph, propiedad de su amigo e integrante de Bad Religion, Brett Gurewitz. En Hellcat, Armstrong actúa como busca talentos y tiene la última palabra con respecto a los nuevos grupos que son contratados por el sello. También es dueño de la empresa fabricante de mercadería, Machete Mfg, la cual provee mercancía para las bandas de Hellcat Records.
Último proyecto Landfill crew (2019)

## Discografía

### Operation Ivy
Guitarra y segunda voz. Aparece en los créditos como "Lint". 
- Hectic (1988) (EP)
- Energy (1989) (Álbum de estudio)
- Plea for Peace (1992) (EP)
- '69 Newport (1993) (EP)

### Rancid
Guitarra y voz.
- Rancid (1993)
- Let's Go (1994)
- ...And Out Come the Wolves (1995)
- Life Won't Wait (1998)
- Rancid (2000)
- Indestructible (2003)
- Let the Dominoes Fall (2009)
- ...Honor Is All We Know (2014)
- Trouble Maker (2017)

### Transplants
Guitarra y voz.
- Transplants (2002)
- Haunted Cities (2005)
- In a Warzone (2013)

### Tim Timebomb and Friends
Guitarra y voz.
- Singles collection (2012 - 2013)

### Como solista
Guitarra y voz.
- A Poet's Life (2007)

### Otros
Special Forces
- Red White and Blue (Special Forces Single) (1991) - Bajo / Acreditado como "Lint"

Lars Frederiksen and the Bastards
- Lars Frederiksen and the Bastards (2001) - guitarra, voces
- Viking (2004) - voz principal en "My Life to Live"

Devils Brigade
Guitarra y voces.
- Stalingrad/Psychos All Around Me (2003)
- Vampire Girl (2005)
- Devils Brigade (2010) - voz principal en "Bridge of Gold" y "Gentlemen of the Road"

Jimmy Cliff
Guitarra y producción.
- Sacred Fire EP (2011)

### Canciones

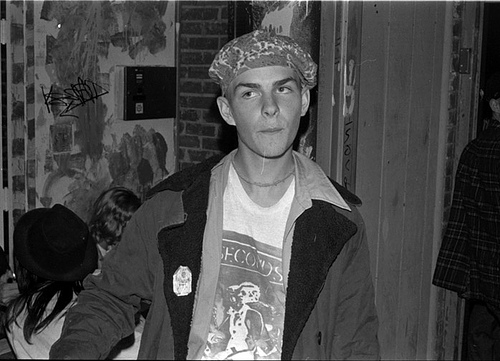
Tim en sus comienzos con Operation Ivy.

Tim Armstrong aparece en las siguientes canciones:
- "City To City" de Left Alone
- "Outlaw" de The Lordz
- "The Stories Are True" de Time Again
- "Dance Party Plus" de Head Automatica
- "Cat Like Thief" de Boxcar Racer
- "Werecat" de Tiger Army
- "Pick Yourself Up" de Stubborn All-Stars
- "Television" de Bad Religion
- "What's Your Number" de Cypress Hill
- "Gotta Go" de Agnostic Front
- "Outlaw" de The Lordz of Brooklyn
- "Faster Than The World" de H2O
- "Love Is A Many Splendored Thing" de AFI
- "My friends over you" de New Found Glory
- "(Let's Get Movin') Into Action" de Skye Sweetnam
- "Ghosts" de Skye Sweetnam
- "Brandenburg Gate" de Anti-Flag

### Álbumes producidos
- Answer That and Stay Fashionable (1995) de AFI
- East los Presents (1997) de Union 13
- At Ease (1997) de The Gadjits
- F-Minus (2000) de F-Minus
- Lars Frederiksen and the Bastards (2001) de Lars Frederiksen and the Bastards
- Try This (2003) de Pink
- Viking (2004) de Lars Frederiksen and the Bastards
- The Stories Are True (2006) de Time Again
- Decomposer (2006) de The Matches
- Live Freaky! Die Freaky! (2006) de John Roecker
- Sound Soldier (2007) de Skye Sweetnam